# Iassus lanio
Iassus lanio is een dwergcicade die leeft op eiken en voorkomen in Europa en Noord-Afrika. 

## Kenmerken
De lichaamslengte is 6,5 tot 8,3 mm. De kop en het halsschild zijn geelachtig, groen of bruin van kleur en altijd sterk bruin gestippeld. De soort varieert over het algemeen in kleur soms tot bruin. De voorvleugels zijn groen of roodbruin van kleur, de vleugeladers meestal donker. De kop en het halsschild zijn even breed, met de ogen aan de zijkanten van het hoofd die voorbij het halsschild uitsteken. 
Een vergelijkbare soort is Iassus scutellaris, maar met een langere kop. Iassus scutellaris komt ook voor op iepen. De soorten van het geslacht Iassus verschillen van het geslacht Batracomorpus door slechts drie in plaats van vijf stekels op het uiteinde van de dijbenen van de achterpoten.

## Voorkomen
De soort is wijdverbreid in Europa, zo ver noordelijk als Rusland en Noord-Afrika, maar is afwezig in de centrale en noordelijke delen van Fennoscandinavië. De soort is ook afwezig op de meeste mediterrane eilanden, maar komt voor op Sicilië.
De soort leeft in bossen, parken en lanen, voornamelijk op verschillende eiken. Droge eikenbossen hebben de voorkeur. De dieren zijn vrij algemeen, vooral op lagere hoogten, maar kunnen worden gevonden tot een hoogte van 600 m.

## Levenswijze
Volwassen dieren worden gevonden van juni tot november, in koelere streken van juli tot oktober. Ze zuigen, net als de nimfen, op de knoppen en bladeren van eikenbomen. De nimfen voeden zich voornamelijk met niet-verhoute plantendelen, terwijl de oudere larven en fantasieën ook op verhoute scheuten blijven. De eieren die op de knopbases van jonge scheuten worden gelegd, overwinteren, de groen of bruin gekleurde nimfen worden gevonden van mei tot juli. Na vijf larvale stadia komen de imagines uit, waarbij de vrouwtjes iets eerder uitkomen dan de mannetjes.